# Communauté de communes entre Seine et Forêt
La communauté de communes entre Seine et Forêt est une ancienne communauté de communes française, située dans le département de Seine-et-Marne en région Île-de-France. 

## Historique
La Communauté de communes Entre Seine et Forêt a été créée le 18 décembre 2001.
Elle disparaît le 1er janvier 2017 à la suite de la création de la communauté d'agglomération du Pays de Fontainebleau.

## Composition
Elle regroupait 3 communes adhérentes au 1er janvier 2013:
| Nom                | Code Insee | Gentilé   | Superficie (km2) | Population (dernière pop. légale) | Densité (hab./km2) |
| ------------------ | ---------- | --------- | ---------------- | --------------------------------- | ------------------ |
| Samoreau (siège)   | 77442      | Samoréens | 5,65             | 2 332 (2014)                      | 413                |
| Héricy             | 77226      | Héricéens | 10,68            | 2 556 (2014)                      | 239                |
| Vulaines-sur-Seine | 77533      | Vulainois | 4,42             | 2 664 (2014)                      | 603                |

## Administration
La communauté est administrée par un conseil communautaire constitué de conseillers municipaux des communes membres.
- Nombre total de délégués: 2

### Liste des présidents
| Période       | Période       | Identité            | Étiquette | Qualité                                                |
| ------------- | ------------- | ------------------- | --------- | ------------------------------------------------------ |
| décembre 2001 | avril 2008    | Jean-Baptiste Morla | DVD       | Maire de Samoreau (1995 → 2014)                        |
| avril 2008    | décembre 2016 | Pascal Gouhoury     | UMP       | Adjoint (1995 → 2014) puis maire de Samoreau (2014 → ) |

### Siège
24 rue du haut Samoreau, 77210 Samoreau